# Platymiscium albertinae
Platymiscium albertinae är en ärtväxtart som beskrevs av Paul Carpenter Standley och Louis Otho Otto Williams. Platymiscium albertinae ingår i släktet Platymiscium och familjen ärtväxter. IUCN kategoriserar arten globalt som akut hotad. Inga underarter finns listade i Catalogue of Life.

## Bildgalleri